# Meksyk na Letnich Igrzyskach Olimpijskich 1972
Meksyk na Letnich Igrzyskach Olimpijskich 1972 w Monachium reprezentowało 174 zawodników: 152 mężczyzn i 22 kobiety. Był to 12. start reprezentacji Meksyku na letnich igrzyskach olimpijskich.
Najmłodszym meksykańskim zawodnikiem na tych igrzyskach była 14-letnia pływaczka, María Cecilia Vargas, natomiast najstarszym 48-letni jeździec, Fernando Hernández. Chorążym reprezentacji podczas ceremonii otwarcia był pływak Felipe Muñoz.

## Zdobyte medale
| Medal    | Zawodnik       | Dyscyplina | Konkurencja  | Data        |
| -------- | -------------- | ---------- | ------------ | ----------- |
| · Srebro | Alfonso Zamora | · Boks     | Waga kogucia | 10 września |